# Социјалистички патриотизам
Социјалистички патриотизам или социјални патриотизам односи се на облик грађанског патриотизма који заступају марксистички, бољшевички и марксистичко-лењинистички покрети . Подстиче људе на „неограничену љубав према социјалистичкој домовини, посвећеност револуционарној трансформацији друштва и за ствар комунизма “.
Социјалистички патриотизам није повезан с национализмом, будући да марксисти и марксисти-лењинисти осуђују буржоаски карактер такве идеологије развијене у капитализму и која супротставља раднике једни против других. У Комунистичком манифесту, темељном делу марксизма, помиње се национални карактер пролетерске класе, иако је социјалистичко схватање патриотизма супротно његовој употреби у буржоаској политици:
Радници немају државу. Не могу се отети од онога што не поседују. Штавише, утолико што пролетаријат мора прво да освоји политичку моћ, уздигне се до статуса националне класе, конституише се као нација, он је и даље национални, мада нипошто у буржоаском смислу.— Маркса и Енгелса

## У Совјетском Савезу
Шаблон:ImagenШаблон:Imagen
Лењин је разликовао патриотизам у ономе што је дефинисао као пролетерски социјалистички патриотизам од буржоаског национализма. Лењин је бранио право на самоопредељење свих нација и право на јединство свих радника унутар њих; међутим, осудио је шовинизам тврдећи да постоје оправдана и неоправдана осећања националног поноса.
Патриотизам човека који би радије гладовао три године него што би Русију предао странцима је прави патриотизам; без њега не бисмо издржали три године. Без тог патриотизма не бисмо могли да бранимо Совјетску Републику, не бисмо укинули приватну својину, нити бисмо сада могли планирати расподелу 300 милиона махуна (В) хране. То је најбољи револуционарни патриотизам.— Лењин
Социјалистички патриотизам је промовисао Стаљин . Тако су стаљинисти тврдили да ће социјалистички патриотизам служити и националном интересу и међународном социјалистичком интересу. Док је његовао социјалистички патриотизам за Совјетски Савез у цјелини, током свог мандата борио се против националистичких покрета петнаест совјетских република .

## У Европи
Званично, Јединствена социјалистичка партија Немачке, која је владала Немачком Демократском Републиком (ДДР) од 1949. године, садржала је социјалистички патриотизам у својим партијским статутима. Слично, Савезна Социјалистичка Република Југославија држала се социјалистичког патриотизма.
Самонастројени национал -бољшевички покрет, који се појавио 1920  између мешавине патриотизма и лењинизма, има доста присутности у нацијама као што су Русија, Немачка  и Шпанија .
Током година грађанског рата на Шпанији (1936-1939), режим Шпанске републике понављао је његову „верзију“ домовине шпанских антифашистичких републиканаца  -како би се разликовали од шпанског национализма фалангуиста предвођеног националистичком страном, самозвани бочни национални  - који се односи на устанак 2. маја у Мадриду 1808. против француских трупа у Шпанском рату за независност, отпор народа Хиспаније у Нумантинском рату против Римске републике, поред патриотског мистицизма Цида, покушати „денационализовати“ побуњеничку страну и војну интервенцију фашистичких режима Немачке и Италије у корист побуњеника.

## У Северној Кореји
Ким Ил-сунг је промовисао социјалистички патриотизам, осуђујући национализам тврдећи да је због своје ексклузивности уништио братске односе међу народима. У Северној Кореји, социјалистички патриотизам описан је као идеологија која треба да служи свом народу, да буде лојална радничкој класи и лојална сопственој (комунистичкој) партији.